# Don't Knock My Love
| Recensione | Giudizio |
| ---------- | -------- |
| AllMusic   |          |

Don't Knock My Love è un album discografico di Wilson Pickett, pubblicato dalla casa discografica Atlantic Records nel dicembre del 1971.
Il singolo Don't Knock My Love fu certificato disco d'oro il 22 giugno 1971.

## Tracce

### LP
Lato A
1. Fire and Water – 3:33 (Andy Fraser, Paul Rodgers)
2. (Your Love Has Brought Me) A Mighty Long Way – 3:03 (Earl Simms, Carlton McWilliams, Jackie Avery)
3. Covering the Same Old Ground – 3:25 (George Jackson, Raymond Moore, James Dotson)
4. Don't Knock My Love - Pt. 1 – 2:23 (Wilson Pickett, Brad Shapiro)
5. Don't Knock My Love - Pt. 2 – 4:05 (Wilson Pickett, Brad Shapiro)
6. Call My Name, I'll Be There – 2:27 (Willie Martin, Dave Crawford, Brad Shapiro)

Lato B
1. Hot Love – 3:04 (Clarence Reid, Willie Clarke, Brad Shapiro)
2. Not Enough Love to Satisfy – 3:05 (Clyde Wilson, Ronald Dunbar)
3. You Can't Judge a Book by Its Cover – 2:58 (Stevie Wonder, Henry Cosby, Sylvia Moy)
4. Pledging My Love – 3:23 (Don Robey, Ferdinand Washington)
5. Mama Told Me Not to Come – 2:45 (Randy Newman)
6. Woman Let Me Be Down Home – 3:06 (Wilson Pickett, Clyde Otis)

## Musicisti
- Wilson Pickett – voce, armonica (brano: (Your Love Has Brought Me) A Mighty Long Way)

The Pickers
- Dennis Coffee – chitarra
- Tippy Armstrong – chitarra
- Dave Crawford – tastiere
- Barry Beckett – tastiere
- David Hood – basso
- Roger Hawkins – batteria
- Eddy Brown – conga drums
- Jack Ashford – percussioni

Altri musicisti
- Wayne Jackson – tromba
- Andrew Love – sassofono tenore
- Memphis Horns – strumenti a fiato

Note aggiuntive
- Brad Shapiro e Dave Crawford – produttori
- Wade Marcus – arrangiamento strumenti a corda
- Dave Crawford – arrangiamento parti vocali
- Registrazioni effettuate al Muscle Shoals Sound Studios di Sheffield, Alabama (Stati Uniti)
- Jimmy Johnson – ingegnere delle registrazioni
- Tom Dowd e Brad Shapiro – ingegneri del remixaggio
- Jim Cummins – foto copertina album originale
- Loring Euterney – design copertina album originale[4]

## Classifica
Album
| Anno | Classifica             | Posizione raggiunta |
| ---- | ---------------------- | ------------------- |
| 1972 | Billboard 200          | 132                 |
| 1972 | Top R&B/Hip-Hop Albums | 23                  |

Singoli
| Anno | Titolo del brano            | Classifica            | Posizione raggiunta |
| ---- | --------------------------- | --------------------- | ------------------- |
| 1971 | Don't Knock My Love - Pt. 1 | Billboard Hot 100     | 13                  |
| 1972 | Fire and Water              | Billboard Hot 100     | 24                  |
| 1971 | Call My Name, I'll Be There | Billboard Hot 100     | 52                  |
| 1972 | Mama Told Me Not to Come    | Billboard Hot 100     | 99                  |
| 1971 | Don't Knock My Love - Pt. 1 | Hot R&B/Hip-Hop Songs | 1                   |
| 1972 | Fire and Water              | Hot R&B/Hip-Hop Songs | 2                   |
| 1971 | Call My Name, I'll Be There | Hot R&B/Hip-Hop Songs | 10                  |
| 1972 | Mama Told Me Not to Come    | Hot R&B/Hip-Hop Songs | 16                  |